# Lynx rufus escuinapae
Lynx rufus escuinapae és una subespècie de linx vermell, de la família dels fèlids, que viu principalment als estats mexicans de Sinaloa i Nayarit.

## Descripció
Es tracta de la subespècie més petita de linx vermell, que creix fins a dues vegades la mida d'un gat domèstic. Té un aspecte similar al dels linx, amb l'excepció de la cua, que és més fosca. Els adults d'aquesta espècie pesen entre 4 i 14 kg. El color del seu pelatge varia del gris clar al marró vermellós, i està cobert de més taques que les espècies del nord, i és més dens i té pels més curts. Aquesta subespècie té ratlles negres distintives a les potes del davant i l'extrem de la cua negre, així com les puntes de les orelles de color negre també. Unes marques de pèl emmarquen el rostre de l'animal.

## Hàbitat
Aquesta subespècie es troba arreu de Mèxic, encara que principalment a la Baixa Califòrnia, l'oest de Mèxic, i cap al sud del desert de Sonora. També viu als estats mexicans de Sinaloa i Nayarit, així com a parts de Sonora, Jalisco, Durango, San Luis Potosí, Nuevo León, Hidalgo, Morelos, Puebla, Tlaxcala, Tamaulipas, Michoacán, Guerrero, Veracruz i Oaxaca. Viu en una sèrie de zones que inclouen boscos, pantans costaners, deserts i matollars.

## Ecologia
Són animals sedentaris i territorials. El seu territori pot comprendre diversos quilòmetres quadrats i superposar-se amb el de diverses femelles i mascles. El territori de les femelles rarament s'encavalca amb el d'altres femelles. Generalment viuen entre 10 i 12 anys.
Són animals carnívors que s'alimenten de rosegadors, llebres, pècaris de collar, ocells, cérvol i coatís de nas blanc. De vegades cacen serps, llangardaixos i escorpins. Són animals nocturns i solitaris que rarament se'ls pot veure.
Els individus s'ajunten breument un cop a l'any per aparellar-se. La temporada de reproducció d'aquest animal pot tenir lloc en qualsevol moment de l'any, en lloc d'estar estrictament limitada a la primavera. Les femelles donen a llum una ventrada formada per 2 o 3 gatets, els quals crien elles soles.
Les amenaces modernes d'aquesta subespècie són la destrucció del seu hàbitat, la captura i cacera il·legal, i la militarització de la frontera entre Mèxic i els Estats Units. Encara que el linx vermell fou inclòs a la llista d'espècie en perill dels Estats Units el juny del 1976, el 2003 es proposà treure la subespècie de la llista. Uns pocs anys després es va fer una proposta oficial de treure l'espècie de la llista, encara que actualment encara hi és.